# Relaciones Chile-Sri Lanka
Las relaciones Chile-Sri Lanka son las relaciones internacionales entre la República de Chile y la República Democrática Socialista de Sri Lanka.

## Historia

### sigloXX
Pablo Neruda fue cónsul honorario de Chile en Ceilán entre enero de 1929 y junio de 1930. Durante ese periodo protagonizó un incidente de abuso sexual que, pese a reconocerlo, no afectó en demasía su carrera diplomática.

## Relaciones económicas
Chile es el mayor importador de té ceilanés de América Latina, siendo la cultura chilena del té la de mayor consumo per cápita en la región.
En 2023, el intercambio comercial entre ambos países ascendió a los 50,6 millones de dólares estadounidenses, lo que supuso un -5,9% de crecimiento promedio anual en los últimos cinco años. Los principales productos exportados por Chile fueron jurel, vino y cartulinas, mientras que Sri Lanka exportó mayoritariamente té, canela y guantes o manoplas.

## Misiones diplomáticas
- La embajada de Chile en la India concurre con representación diplomática a Sri Lanka.[5] Asimismo, Chile cuenta con un consulado honorario en Colombo.[6]
- La embajada de Sri Lanka en Brasil concurre con representación diplomática a Chile.[5] Asimismo, Sri Lanka cuenta con un consulado general honorario en Santiago de Chile.[7]